# Clinocera guangdongensis
Clinocera guangdongensis är en tvåvingeart som beskrevs av Yang, Grootaert och Horvat 2005. Clinocera guangdongensis ingår i släktet Clinocera och familjen dansflugor. Inga underarter finns listade i Catalogue of Life.